# ターゲット〜赤い衝撃〜
「ターゲット〜赤い衝撃〜」（ターゲット あかいしょうげき）は、日本の歌手、和田光司の2枚目のシングル。2000年4月26日発売。発売元はNECインターチャネル（現インターチャネル）、販売元はキングレコード（NEDA-10021／再発：NECM-10018）

## 概要
- 和田自身にとって、2022年現在最大のヒットシングルとなっている。
- 収録曲の歌詞は対の形式になっており、「ターゲット〜赤い衝撃〜」が『デジモンアドベンチャー02』の作品全体のイメージおよび作中の主人公である本宮大輔（さらには前作の八神太一と石田ヤマト）、「僕は僕だって」は、高石タケル、火田伊織、一乗寺賢をそれぞれイメージさせるようなものとなっている。
- 『デジモンアドベンチャー02』では、オープニングテーマおよびインペリアルドラモンに進化する時の挿入歌としても用いられた。
- 2004年8月1日に、マキシシングルとして再発売された。その際にはジャケットは新しく描き起こされ、リニューアルされたものとなっている。

## 収録曲
全作詞：松木悠
1. ターゲット〜赤い衝撃〜 [4:28]
作曲・編曲：太田美知彦
  - フジテレビ系アニメ『デジモンアドベンチャー02』オープニングテーマ・挿入歌
2. 僕は僕だって [4:16]
作曲：千綿偉功、編曲：渡部チェル
3. ターゲット〜赤い衝撃〜（オリジナル・カラオケ）
4. 僕は僕だって（オリジナル・カラオケ）

## 収録アルバム
- デジモンアドベンチャー02 シングルヒットパレード (#1,2)
- all of my mind (#1,2)
- デジモン挿入歌ワンダーベストエボリューション (#2)
- The Best Selection〜Welcome Back! (#1,2)
- DIGIMON HISTORY 1999-2006 ALL THE BEST (#1)
- DIGIMON MOVIE SONG COLLECTION (#1)
- DIGIMON SONG BEST OF KOJI WADA (#1)